# Stenellipsis geophila
Stenellipsis geophila är en skalbaggsart som först beskrevs av Xavier Montrouzier 1861.  Stenellipsis geophila ingår i släktet Stenellipsis och familjen långhorningar. Inga underarter finns listade i Catalogue of Life.